# Masist Gül
Masist Gül (* 1947 in Istanbul; † 2003 ebenda) war ein türkischer Zeichner, Dichter und Schauspieler armenischer Herkunft. Er war Bodybuilder und spielte kleinere Rollen in mehr als 300 Filmen, wobei er aufgrund seiner Physis zumeist die Rollen des Bösen und Starken spielte.
Seine Zeichnungen, Comics, Collagen und Gedichte wurden erst nach seinem Tod bekannt und bei der 5. Berlin Biennale 2008 einem größeren Publikum zugänglich gemacht. Masist Gül zeichnete eine unvollendete, sechsteilige Comic-Reihe mit dem Titel Kaldırım Destanı (etwa: „Rinnsteinmythos“), in der eine spindeldürre Hauptfigur als „Rinnsteinwolf“ oder „Kloratte“ (hela faresi) den Kampf ums Überleben führt. Der Zeitraum der Geschichte erstreckt sich von 1905 bis 1978. Das Werk wurde 2006 veröffentlicht.
Die deutlich präsente Männlichkeit in Güls Bildern und Zeichnungen wird durch die Hoffnungslosigkeit und Melancholie der begleitenden Gedichte oder Titel durchbrochen.

## Filmografie
Eine Auswahl von Filmen, an denen Gül mitwirkte:
- Kız Babası (1986)
- Sen Neymişsin Be Abi (1986)
- Kara Murat Şeyh Gaffar'a Karşı (1976)
- Kara Murat, La Belva Dell'Anatolia (1976)
- Fedai (1974)
- Kara Orkun (1973)
- Battal Gazi Geliyor (1973)
- Keloğlan'la Can Kız (1972)